# Campusgrün
Campusgrün – Bundesverband grün-alternativer Hochschulgruppen ist ein bundesweiter studentischer Zusammenschluss in Deutschland. Er steht politisch der Partei Bündnis 90/Die Grünen nahe, ist aber laut Satzung rechtlich und organisatorisch unabhängig. Die Parteinähe der einzelnen Hochschulgruppen ist nach Verbandsangaben unterschiedlich ausgeprägt und deckt „das gesamte studentische Potenzial im grün-alternativen Spektrum ab“. Sitz der Bundesgeschäftsstelle ist Berlin.

## Geschichte
Seit Ende der 1970er Jahre entstanden an zahlreichen westdeutschen Hochschulen Studierendengruppen, die sich selbst als grün, bunt, alternativ, feministisch und internationalistisch verstanden. Sie definierten sich zum großen Teil über ihre Abgrenzung zu den dogmatisch und zentralistisch strukturierten K-Gruppen und anderen überregionalen linken Studentenverbänden wie MSB Spartakus, SHB oder Juso-Hochschulgruppen. Aus dieser Haltung heraus lehnten die Gruppierungen des grün-alternativen Spektrums damals auch die Schaffung bundesweiter Verbandsstrukturen ab und bildeten lediglich innerhalb des studentischen Dachverbandes VDS eine als Basisgruppen bezeichnete Fraktion. Nach dem Zusammenbruch der VDS 1990 verlor diese gemeinsame Identität jedoch an Bedeutung, und im Verlauf der 1990er Jahre differenzierte sich das Spektrum anhand seines Verhältnisses zu den Bündnisgrünen neu.
So entstand Anfang der 1990er Jahre zunächst eine lockere Bundeskoordination der grün-nahen Gruppen. Diejenigen Gruppen, die dem politischen Kurs der Partei zunehmend skeptisch gegenüberstanden, bildeten ihrerseits 1998 das Bündnis linker und radikaldemokratischer Hochschulgruppen (LiRa), welches später zum großen Teil in Die Linke.SDS aufging.
1999 gründeten zehn grüne Hochschulgruppen das Bündnis grün-alternativer Hochschulgruppen. 2005 erhielt das Bündnis den Zusatz Campusgrün und nach einer weiteren Satzungsreform 2011 schließlich den heutigen Namen.

## Struktur
Campusgrün hat derzeit knapp 60 Mitgliedsgruppen; die schrittweise Aufnahme aller bestehenden grün-nahen Hochschulgruppen wird angestrebt.
Zweimal im Jahr finden Mitgliederversammlungen statt, bei denen jede Hochschulgruppe mit bis zu zwei stimmberechtigten Delegierten vertreten ist. Die Mitgliederversammlung wählt den Bundesvorstand, der die laufenden Geschäfte führt und das Bündnis auf der Grundlage der aktuellen Beschlusslage nach innen und außen vertritt.
Der quotierte Vorstand besteht aus zwei gleichberechtigten Sprechern, einem Schatzmeister, einem politischen Geschäftsführer und bis zu vier Beisitzern. Außerdem kann die Mitgliederversammlung Arbeitskreise einrichten.
Seit 2007 besteht mit Campusgrün Bayern ein erster Landesverband. 2009 folgte Campusgrün Baden-Württemberg und 2010 Campusgrün Hessen. 2011 gründeten neun nordrhein-westfälische Grüne Hochschulgruppen die Landeskoordination Nordrhein-Westfalen. 2014 gründete sich der Landesverband Niedersachsen, der aktuell aus fünf Mitgliedsgruppen besteht. 2022 löste sich die Campusgrün-Hochschulgruppe an der Universität Hamburg nach sechs Jahren ihres Bestehens auf.